# Eurídome (satèl·lit)
Eurídome (del grec Ευριδομη) o Júpiter XXXII és un satèl·lit natural retrògrad irregular del planeta Júpiter. Fou descobert l'any 2001 per un equip de la Universitat de Hawaii liderat per Scott Sheppard i rebé la designació provisional de S/2001 J 4.

## Característiques
Eurídome té un diàmetre d'uns 3 quilòmetres, i orbita Júpiter a una distància mitjana de 23,231 milions de km en 723,359 dies, a una inclinació de 149 º a l'eclíptica (147° a l'equador de Júpiter), en una direcció retrògrada i amb una excentricitat de 0,3770.
Pertany al grup de Pasífae, compost pels satèl·lits irregulars retrògrads de Júpiter en òrbites entre els 23 i 24 milions de km i en una inclinació entre el 144,5° i els 158,3°.

## Denominació
El satèl·lit deu el seu nom al personatge de la mitologia grega Eurídome, a vegades descrita com la mare de les Càrites, la personificació dels encants i l'alegria de la vida.
Rebé el nom definitiu d'Eurídome a l'agost de 2003. Anteriorment havia tingut la designació provisional de S/2001 J 4, que indica que fou el quart satèl·lit fotografiat per primera vegada l'any 2001.